# Schäleisen

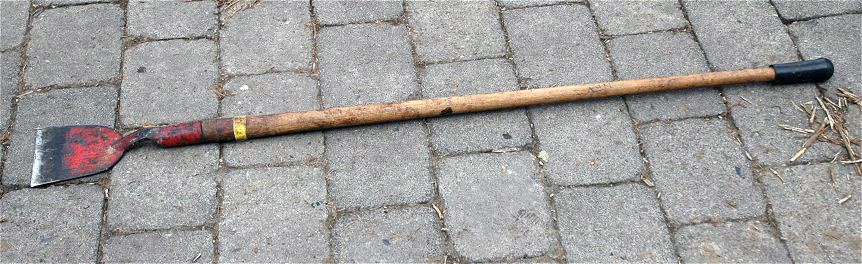
Schwarzwälder Schäleisen

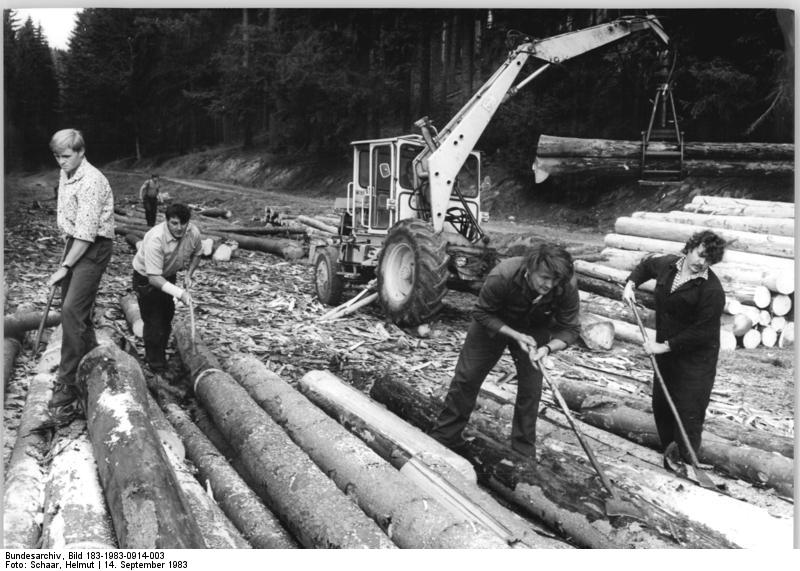
Manuelles Entrinden mit dem Schäleisen (1983)

Das Schäleisen (auch: Räppeleisen, Schepseisen, Schöpseisen, Schepser, Schöpser, Rindenschäler) dient zum manuellen Entrinden von Holzstämmen. Dieses Gerät besteht aus einer geraden (Universaleisen) oder leicht konkav geformten Klinge, an der ein mindestens ein Meter langer Holzgriff befestigt ist. Die Gesamtlänge sollte aus Gründen der Sicherheit und Arbeitstechnik ca. 1,30 m betragen. Geschält oder geräppelt wird durch Stoßen des Schäleisens entlang der Wuchsrichtung des Baumes, so dass die Rinde in langen Streifen abgeht. Die Klinge darf hierfür nicht zu scharf sein, da sie sonst in das Holz schneidet.
Universaleisen mit schräg stehender Klinge werden zur Verwendung auf der Unter- und Rückseite des Stammes gewendet, um den Anstellwinkel der Klinge anzupassen.
Die Wirkungsweise des Schäleisens ist mit der eines Hobels vergleichbar. Zum Abschälen der Rinde werden alternativ auch Bügelschaber, „Pfälzer Zugeisen“ und Zugmesser verwendet. Zugeisen oder Zugmesser besitzen zwei Griffe an beiden Enden einer Zugklinge und werden zum Körper hin gezogen und nicht wie beim Schäleisen gestoßen. Sie finden u. a. in der Zimmerei und in anderen Handwerksberufen Verwendung. Regional werden auch Zugmesser mit dem Begriff „Schäleisen“ bezeichnet.
In der modernen Forstwirtschaft werden die Stämme durch Erntemaschinen entrindet, so dass man Schäleisen heute fast nur noch in kleinen Wirtschaften oder im Hobbybereich antrifft. Beispielsweise werden oftmals Maibäume noch mit diesem Werkzeug entrindet.